# 孟宪章

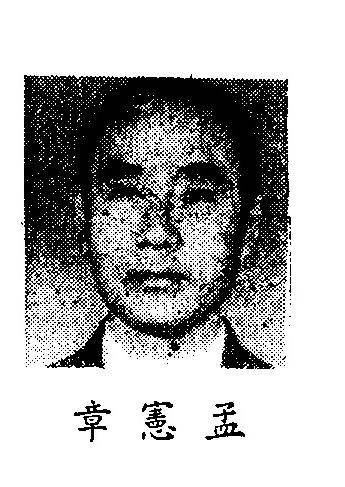

孟宪章（1895年—1953年1月1日），字立言，号永之，湖北均县人，中国政治人物，九三学社创始人之一。